# 그린 소스
그린 소스(영어: green sauce) 또는 허브 소스(영어: herb sauce)는 익히지 않은 허브를 주재료로 하는 초록색 소스이다.

## 종류

### 독일
독일 요리의 그뤼네 조세(독일어: Grüne Soße)는 프랑크푸르트식과 노르트·미텔헤센식이 있다.
프랑크푸르트식 그뤼네 조세는 현지 방언으로는 그리 조스(Gie Soß)라 부르는데, 보통 보리지, 처빌, 큰다닥냉이, 파슬리, 술오이풀, 수영, 차이브, 이렇게 일곱 종류의 허브를 넣어 만든다. 허브를 잘게 다지고, 사워 크림 (또는 크렘 프레슈나 스메타나), 완숙 노른자, 레몬 즙, 소금, 후추를 넣어 만든다. 때에 따라 셜롯이나 양파, 마늘, 또는 머스터드나 요거트를 넣기도 한다. 보통 삶은 감자나 달걀과 함께 낸다. 괴테가 즐겨 먹었다고 알려져 있다.
노르트·미텔헤센식 그뤼네 조세는 현지 방언으로는 그리네 조제(독일어: Griene Sose)라 부르며, 보통 보리지, 파슬리, 술오이풀, 수영, 차이브를 넣어 만들고 경우에 따라 딜이나 레몬밤을 넣기도 한다. 스메타나와 사워 크림을 함께 쓰며, 삶은 노른자와 레몬 즙 외에 셜롯이나 양파, 마늘, 머스터드 등을 넣기도 한다.

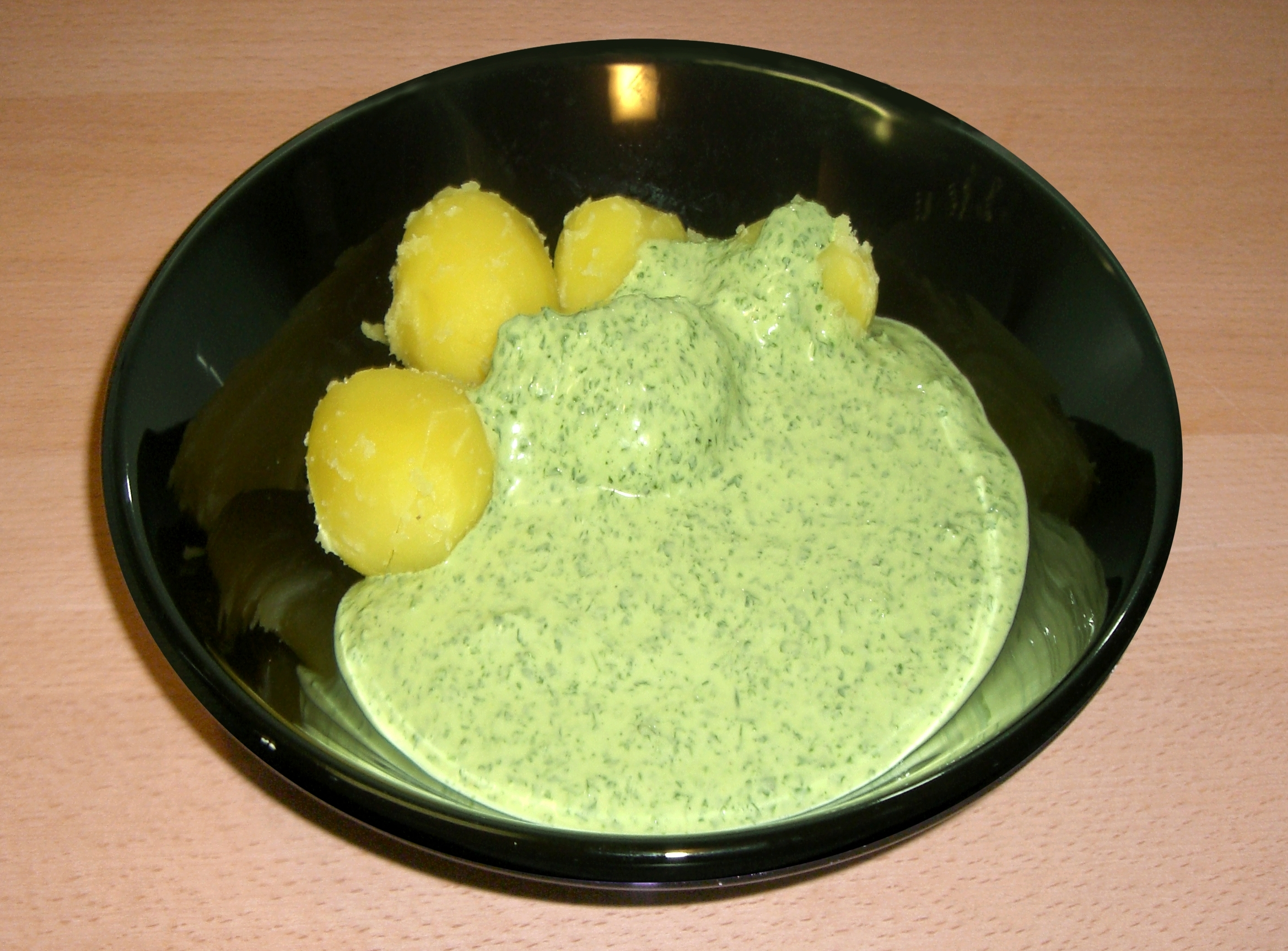
삶은 감자와 프랑크푸르트식 그뤼네 조세
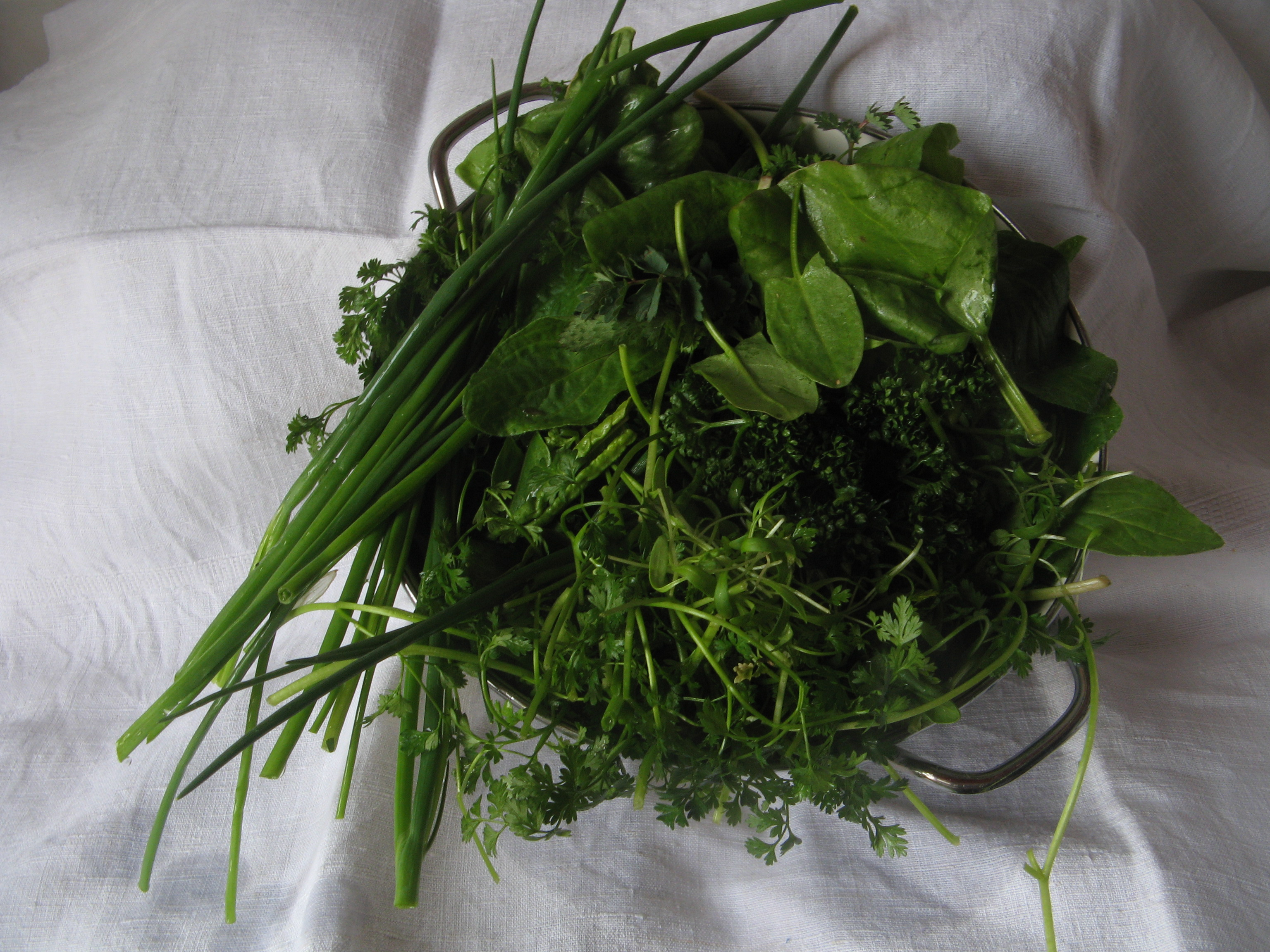
프랑크푸르트식 그뤼네 조세 재료
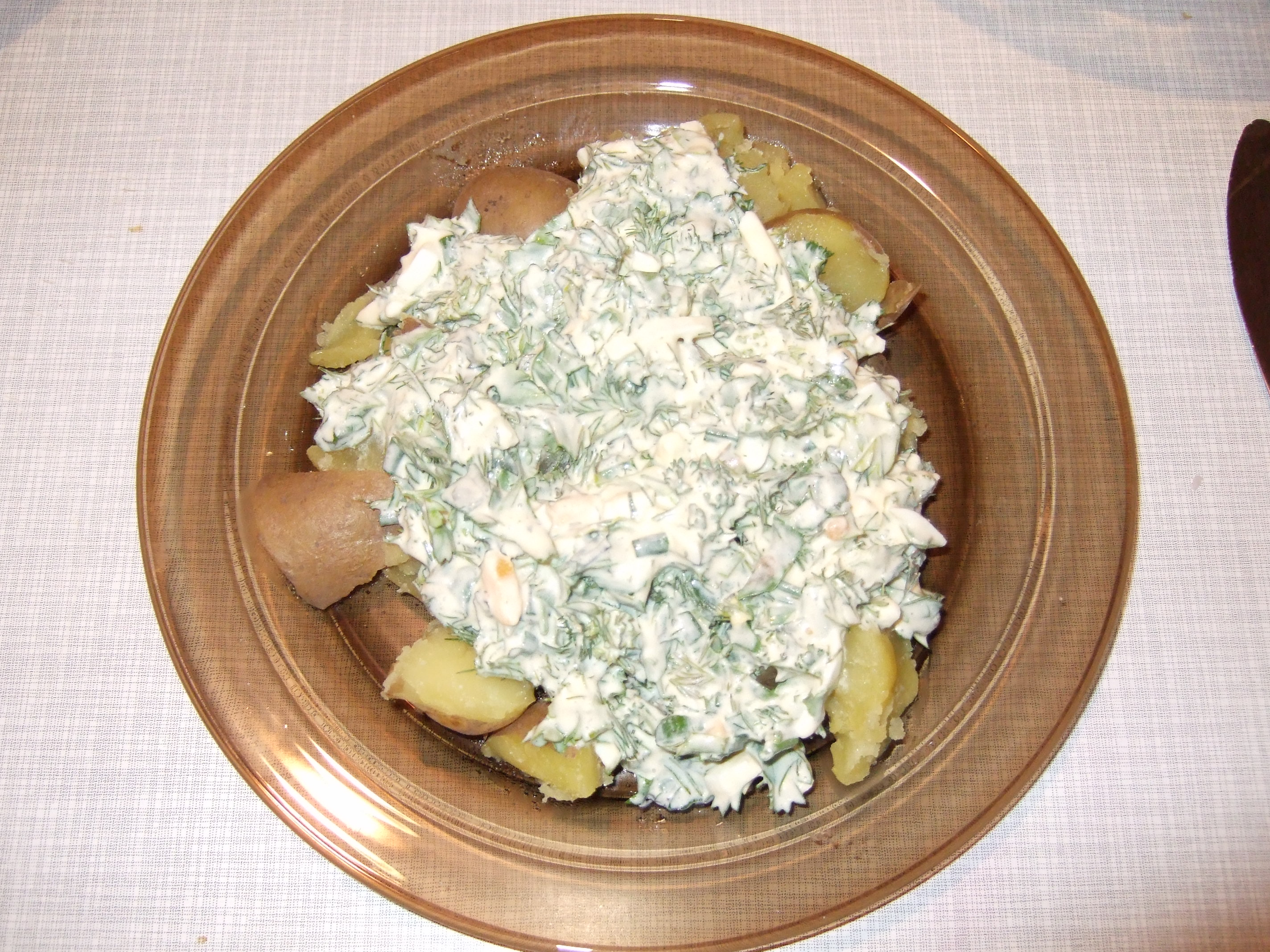
찐 감자와 노르트헤센식 그뤼네 조세

### 이탈리아
이탈리아 요리에 쓰이는 살사 베르데(이탈리아어: salsa verde)는 파슬리를 케이퍼 및 안초비와 함께 다진 다음 식초, 올리브유를 넣어 퓌레해 만든다. 때에 따라 양파, 마늘, 바질, 오이, 삶은 달걀 등을 넣어 만들기도 하며, 지역에 따라 식초에 적셔 불린 빵을 함께 갈기도 한다. 전통적으로 볼리토 미스토와 함께 낸다.

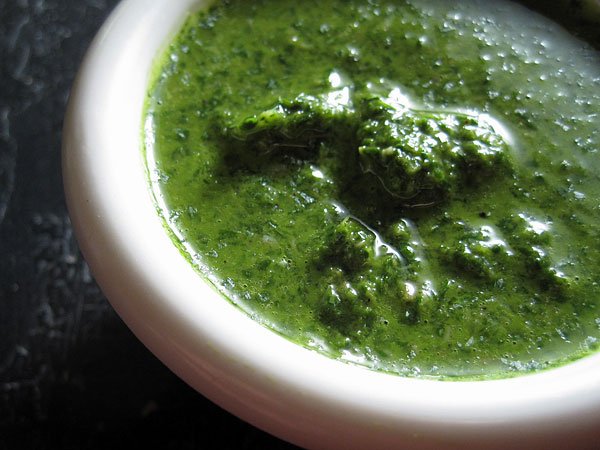
살사 베르데
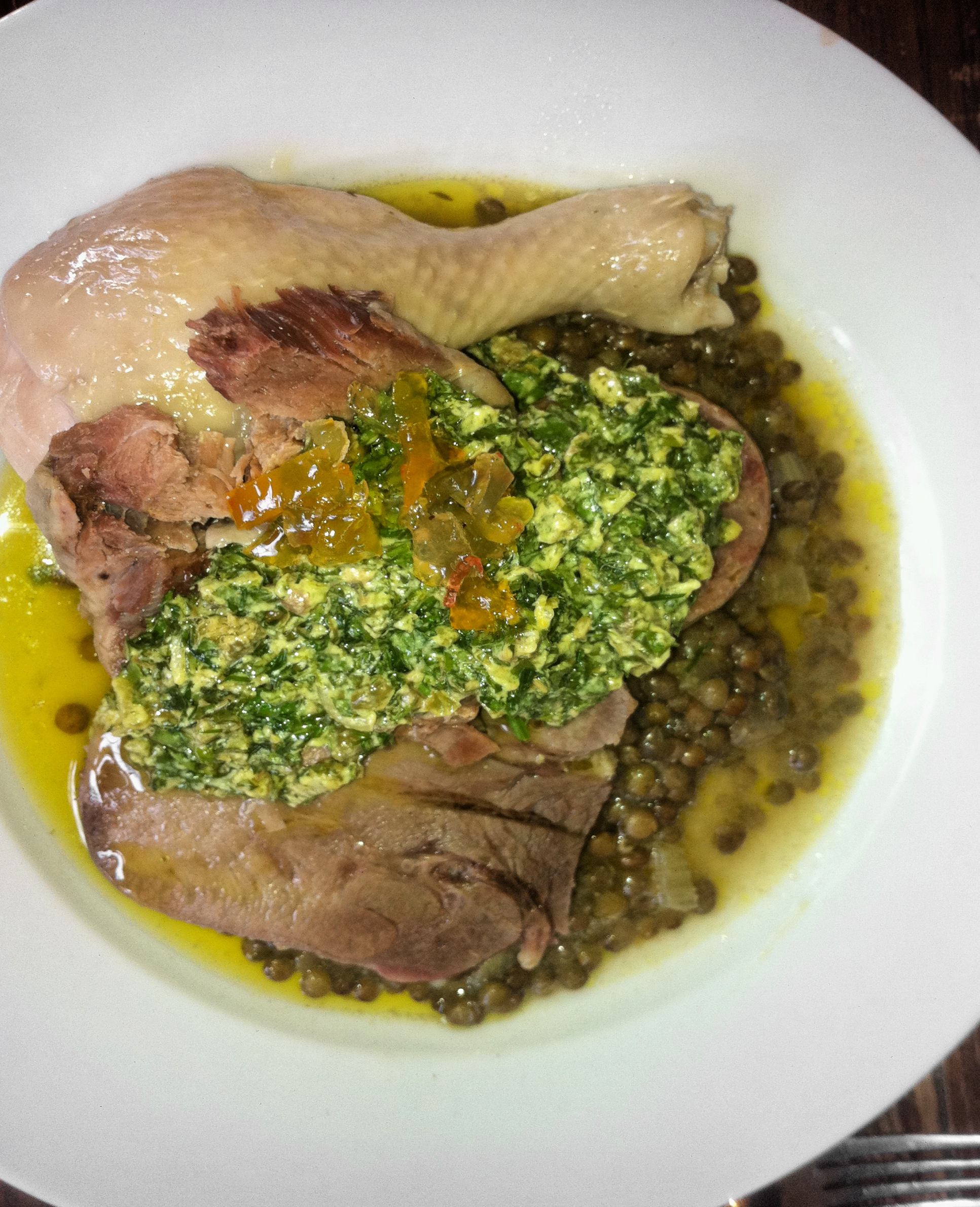
살사 베르데를 올린 볼리토 미스토

### 프랑스
프랑스 요리의 소스 베르트(프랑스어: sauce verte)는 타라곤이나, 때에 따라 파슬리나 세이지 등을 넣은 마요네즈 소스를 일컫는다.

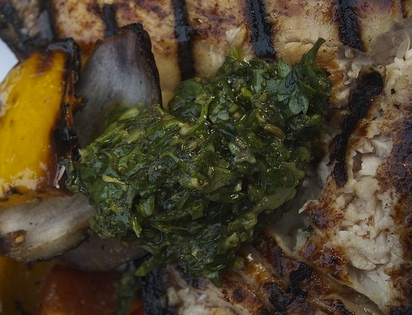
소스 베르트

## 같이 보기
- 치미추리
- 페스토